# Serchio
Serchio (i antikken kaldet Auser) er den tredjelængste flod i den italienske region Toscana med en længde på 126 km, efter Arno på 242 km og Ombrone på 161 km. Målt på vandmængde er det den næststørste, idet den er mindre en Arno men større end Ombrone.
Den primære kilde til floden er fra skråningerne af Monte Sillano, der har en højde på 1864 m, og en sekundær gren slutter sig til floden, kaldet Serchio di Gramolazzo, ved Piazza al Serchio.
Floden krydser Garfagnana fra nord til syd, fra Sillano til et sted forbi Castelnuovo di Garfagnana. Herfra fortsætter den igennem Media Valle hvor den npr grænsen til Comunen Barga og krydser området Borgo a Mozzano. Denne sektion af floden er inddæmmet flere steder, og den får vand fra højre fra Edron, Tùrrite Secca, Tùrrite di Gallicano, Turrite Cava og Pedogna, og fra venstre fra Fiume, Castiglione, Sillico og den vigtigste biflod Lima. Sidstnævnte kommer fra Passo dell'Abetone og få vand fra provinsen Modena og Pistoia højt i Appenninerne, som danner et underbasin, hvor der er en tilførsel af vand på mere end 20 m3.
Ved slette, hvor Lucca ligger, mødes den med strømmen Freddana, og Serchio går mod vest, hvor den krydser "strædet" Filettole, og når ind i provinsen Pisa. Her løber den igennem San Giuliano Terme og Vecchiano før den munder ud i Det Liguriske Hav i området Parco di San Rossore, få kilometer nord for Pisa.